# Rečica (miasto Požarevac)
Rečica (cyr. Речица) – wieś w Serbii, w okręgu braniczewskim, w mieście Požarevac. W 2011 roku liczyła 469 mieszkańców.